# Hercostomus congoensis
Hercostomus congoensis är en tvåvingeart som först beskrevs av Charles Howard Curran 1925.  Hercostomus congoensis ingår i släktet Hercostomus och familjen styltflugor.
Artens utbredningsområde är Kongo. Inga underarter finns listade i Catalogue of Life.